# Afrique du Sud aux Jeux olympiques d'été de 2016
L'Afrique du Sud participe aux Jeux olympiques d'été de 2016 à Rio de Janeiro au Brésil du 5 août au 21 août. Il s'agit de sa 19e participation à des Jeux d'été.

## Médaillés

### Médailles d'or
| Sport              | Discipline     | Athlète(s)        | Performance        | Date    |
| Médailles d'or : 2 |                |                   |                    |         |
| Athlétisme         | 400 m masculin | Wayde van Niekerk | 43 s 03 (RM)       | 14 août |
| Athlétisme         | 800 m féminin  | Caster Semenya    | 1 min 55 s 28 (RN) | 20 août |

| Sport                  | Discipline                 | Athlète(s)                      | Performance   | Date    |
| Médailles d'argent : 6 |                            |                                 |               |         |
| Athlétisme             | Saut en longueur masculin  | Luvo Manyonga                   | 8,37 mètres   | 13 août |
| Athlétisme             | Lancer du javelot féminin  | Sunette Viljoen                 | 64,92 mètres  | 18 août |
| Aviron                 | Deux sans barreur masculin | Lawrence Brittain Shaun Keeling | 7 min 2 s 51  | 11 août |
| Natation               | 100 m brasse masculin      | Cameron van der Burgh           | 58 s 69       | 7 août  |
| Natation               | 200 m nage libre masculin  | Chad le Clos                    | 1 min 45 s 20 | 8 août  |
| Natation               | 100 m papillon masculin    | Chad le Clos                    | 51 s 14       | 12 août |

| Sport                   | Discipline                       | Athlète(s) | Performance     | Date    |
| Médailles de bronze : 2 |                                  | |                 |         |
| Rugby à sept            | Tournoi masculin de rugby à sept | Cecil Afrika Tim Agaba Kyle Brown Juan de Jongh Justin Geduld Francois Hougaard Werner Kok Cheslin Kolbe Dylan Sage Seabelo Senatla Kwagga Smith Philip Snyman Roscko Speckman | 54-14           | 11 août |
| Triathlon               | Triathlon masculin               | Henri Schoeman | 1 h 45 min 43 s | 18 août |

| Sport        |   |   |   | Total |
| Athlétisme   | 2 | 2 | 0 | 4     |
| Natation     | 0 | 3 | 0 | 3     |
| Aviron       | 0 | 1 | 0 | 1     |
| Rugby à sept | 0 | 0 | 1 | 1     |
| Triathlon    | 0 | 0 | 1 | 1     |
| Total        | 2 | 6 | 2 | 10    |

| Jour    |   |   |   | Total |
| 6 août  | 0 | 0 | 0 | 0     |
| 7 août  | 0 | 1 | 0 | 1     |
| 8 août  | 0 | 1 | 0 | 1     |
| 9 août  | 0 | 0 | 0 | 0     |
| 10 août | 0 | 0 | 0 | 0     |
| 11 août | 0 | 1 | 1 | 2     |
| 12 août | 0 | 1 | 0 | 1     |
| 13 août | 0 | 0 | 0 | 0     |
| 14 août | 1 | 1 | 0 | 2     |
| 15 août | 0 | 0 | 0 | 0     |
| 16 août | 0 | 0 | 0 | 0     |
| 17 août | 0 | 0 | 0 | 0     |
| 18 août | 0 | 1 | 1 | 2     |
| 19 août | 0 | 0 | 0 | 0     |
| 20 août | 1 | 0 | 0 | 1     |
| 21 août | 0 | 0 | 0 | 0     |
| Total   | 2 | 6 | 2 | 10    |

| Médailles par sexe | Médailles par sexe             | Médailles par sexe                 | Médailles par sexe                  | Médailles par sexe |
| ------------------ | ------------------------------ | ---------------------------------- | ----------------------------------- | ------------------ |
| Sexe               | Médaille d'or, Jeux olympiques | Médaille d'argent, Jeux olympiques | Médaille de bronze, Jeux olympiques | Total              |
| Hommes             | 1                              | 5                                  | 2                                   | 8                  |
| Femmes             | 1                              | 1                                  | 0                                   | 2                  |
| Mixte              | 0                              | 0                                  | 0                                   | 0                  |
| Total              | 2                              | 6                                  | 2                                   | 10                 |

## Athlétisme

### Hommes

#### Course
| Athlète              | Compétition      | Séries         | Séries | Demi-Finales  | Demi-Finales | Finale          | Finale        |
| -------------------- | ---------------- | -------------- | ------ | ------------- | ------------ | --------------- | ------------- |
| Athlète              | Compétition      | Temps          | Rang   | Temps         | Rang         | Temps           | Rang          |
| Akani Simbine        | 100 mètres       | 10 s 14        | 1e     | 9 s 98        | 3e           | 9 s 94          | 5e            |
| Henricho Bruintjies  | 100 mètres       | 10 s 33        | 6e     | Eliminé       | Eliminé      | Eliminé         | Eliminé       |
| Anaso Jobodwana      | 200 mètres       | 20 s 53        | 4e     | Eliminé       | Eliminé      | Eliminé         | Eliminé       |
| Tlotliso Leotlela    | 200 mètres       | 20 s 59        | 4e     | Eliminé       | Eliminé      | Eliminé         | Eliminé       |
| Clarence Munyai      | 200 mètres       | 20 s 66        | 3e     | Eliminé       | Eliminé      | Eliminé         | Eliminé       |
| Wayde van Niekerk    | 400 mètres       | 45 s 26        | 1e     | 44 s 25       | 1e           | 43 s 03         | Médaille d'or |
| Rynardt van Rensburg | 800 mètres       | 1 min 45 s 67  | 2e     | 1 min 45 s 33 | 5e           | Eliminé         | Eliminé       |
| Jacob Rozani         | 800 mètres       | 1 min 49 s 79  | 5e     | Eliminé       | Eliminé      | Eliminé         | Eliminé       |
| Elroy Gelant         | 5 000 mètres     | 13 min 22 s 00 | 7e     | NC            | NC           | 13 min 17 s 47  | 13e           |
| Stephen Mokoka       | 10 000 mètres    | NC             | NC     | NC            | NC           | 27 min 54 s 57  | 18e           |
| Lusapho April        | Marathon         | NC             | NC     | NC            | NC           | 2 h 15 min 24 s | 24e           |
| Sibusiso Nzima       | Marathon         | NC             | NC     | NC            | NC           | 2 h 25 min 33 s | 97e           |
| Lungile Gongqa       | Marathon         | NC             | NC     | NC            | NC           | DNF             | /             |
| Antonio Alkana       | 110 mètres haies | 13 s 64        | 5e     | 13 s 55       | 7e           | Eliminé         | Eliminé       |
| L. J. van Zyl        | 400 mètres haies | 49 s 12        | 2e     | 49 s 00       | 5e           | Eliminé         | Eliminé       |
| Le Roux Hamman       | 400 mètres haies | 49 s 72        | 7e     | Eliminé       | Eliminé      | Eliminé         | Eliminé       |
| Lindsey Hanekom      | 400 mètres haies | 50 s 22        | 7e     | Eliminé       | Eliminé      | Eliminé         | Eliminé       |
| Lebogang Shange      | 20 km marche     | NC             | NC     | NC            | NC           | 1 h 25 min 07 s | 44e           |
| Wayne Snyman         | 20 km marche     | NC             | NC     | NC            | NC           | 1 h 29 min 20 s | 58e           |
| Marc Mundell         | 50 km marche     | NC             | NC     | NC            | NC           | 4 h 11 min 03 s | 38e           |

#### Concours
| Athlétes         | Compétitions      | Série       | Série | Finale      | Finale            |
| Athlétes         | Compétitions      | Performance | Rang  | Performance | Rang              |
| ---------------- | ----------------- | ----------- | ----- | ----------- | ----------------- |
| Luvo Manyonga    | Saut en longueur  | 8,12 m      | 4e    | 8,37 m      | Médaille d'argent |
| Rushwal Samaai   | Saut en longueur  | 8,03 m      | 5e    | 7,97 m      | 9e                |
| Stefan Brijs     | Saut en longueur  | 7,71 m      | 22e   | Eliminé     | Eliminé           |
| Rocco van Rooyen | Lancer du javelot | 78,48 m     | 24e   | Eliminé     | Eliminé           |

### Femmes

#### Course
| Athlètes          | Compétitions     | Série         | Série | Demi-Finales  | Demi-Finales | Finale         | Finale        |
| ----------------- | ---------------- | ------------- | ----- | ------------- | ------------ | -------------- | ------------- |
| Athlètes          | Compétitions     | Temps         | Rang  | Temps         | Rang         | Temps          | Rang          |
| Carina Horn       | 100 mètres       | 11 s 32       | 2e    | 11 s 20       | 6e           | Eliminé        | Eliminé       |
| Alyssa Conley     | 100 mètres       | 11 s 57       | 6e    | Eliminé       | Eliminé      | Eliminé        | Eliminé       |
| Alyssa Conley     | 200 mètres       | 23 s 17       | 4e    | Eliminé       | Eliminé      | Eliminé        | Eliminé       |
| Justine Palframan | 200 mètres       | 23 s 33       | 5e    | Eliminé       | Eliminé      | Eliminé        | Eliminé       |
| Tsholofelo Thipe  | 400 mètres       | 52 s 80       | 4e    | Eliminé       | Eliminé      | Eliminé        | Eliminé       |
| Justine Palframan | 400 mètres       | 53 s 96       | 7e    | Eliminé       | Eliminé      | Eliminé        | Eliminé       |
| Caster Semenya    | 800 mètres       | 1 min 59 s 31 | 1er   | 1 min 58 s 15 | 1er          | 1 min 55 s 28  | Médaille d'or |
| Dominique Scott   | 10 000 mètres    | NC            | NC    | NC            | NC           | 31 min 51 s 47 | 21e           |
| Dino Lebo Phalula | Marathon         | NC            | NC    | NC            | NC           | 2 h 41 min 46  | 63e           |
| Christine Kalmer  | Marathon         | NC            | NC    | NC            | NC           | 2 h 48 min 24  | 96e           |
| Irvette Van Zyl   | Marathon         | NC            | NC    | NC            | NC           | DNF            | /             |
| Wenda Nel         | 400 mètres haies | 55 s 55       | 2e    | 55 s 83       | 6e           | Eliminé        | Eliminé       |
| Anel Oosthuizen   | 20 km marche     | NC            | NC    | NC            | NC           | 1 h 45 min 06  | 63e           |

### Aviron
Légende: FA = finale A (médaille) ; FB = finale B (pas de médaille) ; FC = finale C (pas de médaille) ; FD = finale D (pas de médaille) ; FE = finale E (pas de médaille) ; FF = finale F (pas de médaille) ; SA/B = demi-finales A/B ; SC/D = demi-finales C/D ; SE/F = demi-finales E/F ; QF = quarts de finale; R= repêchage
Hommes
| Athlète                                         | Compétition                 | Séries        | Séries | Repêchage     | Repêchage | Demi-finales  | Demi-finales | Finale        | Finale                             |
| Athlète                                         | Compétition                 | Temps         | Rang   | Temps         | Rang      | Temps         | Rang         | Temps         | Rang                               |
| ----------------------------------------------- | --------------------------- | ------------- | ------ | ------------- | --------- | ------------- | ------------ | ------------- | ---------------------------------- |
| Lawrence Brittain Shaun Keeling                 | Deux sans barreur           | 6 min 41 s 42 | 2 SA/B | Exempt        | Exempt    | 6 min 27 s 59 | 3 FA         | 7 min 02 s 51 | Médaille d'argent, Jeux olympiques |
| John Smith James Thompson                       | Deux de couple poids légers | 6 min 23 s 10 | 1 SA/B | Exempt        | Exempt    | 6 min 38 s 01 | 1 FA         | 6 min 33 s 29 | 4                                  |
| Vincent Breet Jake Green David Hunt Jonty Smith | Quatre sans barreur         | 6 min 01 s 64 | 4 R    | 6 min 34 s 97 | 1 SA/B    | 6 min 15 s 22 | 2 FA         | 6 min 05 s 80 | 4                                  |

Femmes
| Athlète                         | Compétition                 | Séries        | Séries | Repêchage | Repêchage | Demi-finales  | Demi-finales | Finale        | Finale |
| Athlète                         | Compétition                 | Temps         | Rang   | Temps     | Rang      | Temps         | Rang         | Temps         | Rang   |
| ------------------------------- | --------------------------- | ------------- | ------ | --------- | --------- | ------------- | ------------ | ------------- | ------ |
| Kate Christowitz Lee-Ann Persse | Deux de couple              | 7 min 11 s 29 | 2 SA/B | Exempt    | Exempt    | 7 min 24 s 03 | 3 FA         | 7 min 28 s 50 | 5      |
| Ursula Grobler Kirsten McCann   | Deux de couple poids légers | 7 min 07 s 37 | 1 SA/B | Exempt    | Exempt    | 7 min 19 s 09 | 1 FA         | 7 min 11 s 26 | 5      |

## Badminton
| Athlète        | Compétition   | Phase de groupes                     | Phase de groupes               | Phase de groupes | Phase de groupes | 1/8 de finale    | Quarts de finale | Demi-finales     | Finale           | Finale  |
| Athlète        | Compétition   | Adversaire Score                     | Adversaire Score               | Adversaire Score | Rang             | Adversaire Score | Adversaire Score | Adversaire Score | Adversaire Score | Rang    |
| -------------- | ------------- | ------------------------------------ | ------------------------------ | ---------------- | ---------------- | ---------------- | ---------------- | ---------------- | ---------------- | ------- |
| Jacob Maliekal | Simple hommes | Pochtarev (UKR) W 2-0 (21-18, 21-19) | Son (KOR) L 0-2 (10-21, 10-21) | N/A              | 2e               | Éliminé          | Éliminé          | Éliminé          | Éliminé          | Éliminé |

## Cyclisme

### Cyclisme sur route
| Athlète            | Compétition             | Temps           | Rang |
| ------------------ | ----------------------- | --------------- | ---- |
| Daryl Impey        | Course en ligne hommes  | 6 h 19 min 43 s | 28e  |
| Louis Meintjes     | Course en ligne hommes  | 6 h 10 min 27 s | 7e   |
| Ashleigh Moolman   | Course en ligne femmes  | 3 h 52 min 41 s | 10e  |
| Ashleigh Moolman   | Contre-la-montre femmes | 46 min 29 s 11  | 12e  |
| An-Li Kachelhoffer | Course en ligne femmes  | 4 h 01 min 29 s | 39e  |

### VTT
| Athlète | Compétition              | Temps | Rang |
| ------- | ------------------------ | ----- | ---- |
|         | Cross-country VTT hommes |       |      |
|         |                          |       |      |

### BMX
| Athlète   | Compétition | Manche de répartition | Manche de répartition | Quarts de finale | Quarts de finale | Demi-finales | Demi-finales | Finale   | Finale |
| Athlète   | Compétition | Résultat              | Rang                  | Résultat         | Rang             | Résultat     | Rang         | Résultat | Rang   |
| --------- | ----------- | --------------------- | --------------------- | ---------------- | ---------------- | ------------ | ------------ | -------- | ------ |
| Kyle Dodd | BMX hommes  | 36 s 545              | 26e                   | 14               | 6e               |              |              |          |        |

## Football

### Tournoi masculin
L'équipe d'Afrique du Sud olympique de football gagne sa place pour les Jeux en terminant troisième de la Coupe d'Afrique des nations des moins de 23 ans 2015.
Le tirage au sort la place dans le groupe A, avec le Brésil, le Danemark et l'Irak.
Matchs de poule
| 4 août 2016         | Brésil | 0 - 0   | Afrique du Sud | | |
| 16h00 (UTC−03 h 00) | | (0 - 0) | | Estádio Nacional Mané-Garrincha, Brasilia Spectateurs : 69 389 Arbitrage : Antonio Mateu Lahoz Arbitres assistants : Pau Cebrián Devis Roberto Díaz Pérez Quatrième arbitre : Cüneyt Çakır | Estádio Nacional Mané-Garrincha, Brasilia Spectateurs : 69 389 Arbitrage : Antonio Mateu Lahoz Arbitres assistants : Pau Cebrián Devis Roberto Díaz Pérez Quatrième arbitre : Cüneyt Çakır |
| 16h00 (UTC−03 h 00) | Rapport |         | | Estádio Nacional Mané-Garrincha, Brasilia Spectateurs : 69 389 Arbitrage : Antonio Mateu Lahoz Arbitres assistants : Pau Cebrián Devis Roberto Díaz Pérez Quatrième arbitre : Cüneyt Çakır | Estádio Nacional Mané-Garrincha, Brasilia Spectateurs : 69 389 Arbitrage : Antonio Mateu Lahoz Arbitres assistants : Pau Cebrián Devis Roberto Díaz Pérez Quatrième arbitre : Cüneyt Çakır |
| 16h00 (UTC−03 h 00) | Weverton () · Zeca · Caio · Marquinhos 90+3e · Augusto ( 67e Rafinha) · Santos ( 84e William) · Gabriel · Neymar · Jesus · Maia 73e · Anderson ( 60e Luan) | Équipes | Khune () · Matholo 90e · Mvala 56e, 59e · Coetzee · Masuku ( 58e Morris) · Dolly · Modiba ( 70e Ntshangase) · Mothiba · Mobara · Motupa · Mekoa | Estádio Nacional Mané-Garrincha, Brasilia Spectateurs : 69 389 Arbitrage : Antonio Mateu Lahoz Arbitres assistants : Pau Cebrián Devis Roberto Díaz Pérez Quatrième arbitre : Cüneyt Çakır | Estádio Nacional Mané-Garrincha, Brasilia Spectateurs : 69 389 Arbitrage : Antonio Mateu Lahoz Arbitres assistants : Pau Cebrián Devis Roberto Díaz Pérez Quatrième arbitre : Cüneyt Çakır |

| 7 août 2016         | Danemark | - | Afrique du Sud |                                           |                                           |
| 19h00 (UTC−03 h 00) |          |   |                | Estádio Nacional Mané-Garrincha, Brasilia | Estádio Nacional Mané-Garrincha, Brasilia |

| 10 août 2016        | Afrique du Sud | - | Irak |                              |                              |
| 22h00 (UTC−03 h 00) |                |   |      | Arena Corinthians, São Paulo | Arena Corinthians, São Paulo |

| Rang | Équipe         | Pts | J | G | N | P | Bp | Bc | Diff |
| ---- | -------------- | --- | - | - | - | - | -- | -- | ---- |
| 1    | Danemark       | 1   | 1 | 0 | 1 | 0 | 0  | 0  | 0    |
| 2    | Irak           | 1   | 1 | 0 | 1 | 0 | 0  | 0  | 0    |
| 3    | Brésil         | 1   | 1 | 0 | 1 | 0 | 0  | 0  | 0    |
| 4    | Afrique du Sud | 1   | 1 | 0 | 1 | 0 | 0  | 0  | 0    |

### Tournoi féminin
L'équipe d'Afrique du Sud féminine de football gagne sa place pour les Jeux lors du tournoi de qualification africain 2015. Classée 54e nation au classement FIFA au 25 mars 2016, elle est mise dans le chapeau 4 lors du tirage au sort. Elle est finalement placée dans le groupe E, en compagnie du Brésil, de la Chine et de la Suède.
Matchs de poule
| 3 août 2016         | Suède | 1 - 0   | Afrique du Sud | | |
| 13h00 (UTC−03 h 00) | Nilla Fischer 76e | (0 - 0) | | Stade Nilton-Santos, Rio de Janeiro Arbitrage : Teodora Albon Arbitres assistants : Petruța Iugulescu Mária Sukenikova Quatrième arbitre : Claudia Umpierrez | Stade Nilton-Santos, Rio de Janeiro Arbitrage : Teodora Albon Arbitres assistants : Petruța Iugulescu Mária Sukenikova Quatrième arbitre : Claudia Umpierrez |
| 13h00 (UTC−03 h 00) | Rapport |         | | Stade Nilton-Santos, Rio de Janeiro Arbitrage : Teodora Albon Arbitres assistants : Petruța Iugulescu Mária Sukenikova Quatrième arbitre : Claudia Umpierrez | Stade Nilton-Santos, Rio de Janeiro Arbitrage : Teodora Albon Arbitres assistants : Petruța Iugulescu Mária Sukenikova Quatrième arbitre : Claudia Umpierrez |
| 13h00 (UTC−03 h 00) | Lindahl (), Sembrant, Fischer, Ericsson, Dahlkvist ( 46e Rubensson), Schelin , Asllani, Jakobsson ( 69e Blackstenius), Rolfö ( 76e Schough), Samuelsson, Seger | Équipes | Barker (), Ramalepe ( 83e Mollo), Vilakazi, Matlou, Van Wyk , Makhabane, Malherbe, Dlamini, Nogwanya ( 40e Motlhalo), Seoposenwe, Jane | Stade Nilton-Santos, Rio de Janeiro Arbitrage : Teodora Albon Arbitres assistants : Petruța Iugulescu Mária Sukenikova Quatrième arbitre : Claudia Umpierrez | Stade Nilton-Santos, Rio de Janeiro Arbitrage : Teodora Albon Arbitres assistants : Petruța Iugulescu Mária Sukenikova Quatrième arbitre : Claudia Umpierrez |

| 6 août 2016         | Afrique du Sud | 0 - 2   | Chine                                                                                         | | |
| 19h00 (UTC−03 h 00) | | (0 - 1) | 45+1e Gu Yasha · 87e Tan Ruyin                                                                | Stade Nilton-Santos, Rio de Janeiro Spectateurs : 25 000 Arbitrage : Esther Staubli Arbitres assistants : Lucie Ratajova Chrysoula Kourompylita Quatrième arbitre : Carol Anne Chenard | Stade Nilton-Santos, Rio de Janeiro Spectateurs : 25 000 Arbitrage : Esther Staubli Arbitres assistants : Lucie Ratajova Chrysoula Kourompylita Quatrième arbitre : Carol Anne Chenard |
| 19h00 (UTC−03 h 00) | Rapport |         |                                                                                               | Stade Nilton-Santos, Rio de Janeiro Spectateurs : 25 000 Arbitrage : Esther Staubli Arbitres assistants : Lucie Ratajova Chrysoula Kourompylita Quatrième arbitre : Carol Anne Chenard | Stade Nilton-Santos, Rio de Janeiro Spectateurs : 25 000 Arbitrage : Esther Staubli Arbitres assistants : Lucie Ratajova Chrysoula Kourompylita Quatrième arbitre : Carol Anne Chenard |
| 19h00 (UTC−03 h 00) | Barker () · Ramalepe · Vilakazi · Matlou 72e · Van Wyk · Makhabane ( 80e Nyandeni) · Malherbe · Motlhalo · Seoposenwe · Jane · Kgatlana ( 84e Mollo) | Équipes | Zhao () · Liu · Gao · Li · Tan · Yang ( 65e Wang) · Wang · Pang · Zhao ( 29e Wu) · Zhang · Gu | Stade Nilton-Santos, Rio de Janeiro Spectateurs : 25 000 Arbitrage : Esther Staubli Arbitres assistants : Lucie Ratajova Chrysoula Kourompylita Quatrième arbitre : Carol Anne Chenard | Stade Nilton-Santos, Rio de Janeiro Spectateurs : 25 000 Arbitrage : Esther Staubli Arbitres assistants : Lucie Ratajova Chrysoula Kourompylita Quatrième arbitre : Carol Anne Chenard |

| 9 août 2016         | Afrique du Sud | - | Brésil |                           |                           |
| 21h00 (UTC−04 h 00) |                |   |        | Arena da Amazônia, Manaus | Arena da Amazônia, Manaus |

| Rang | Équipe         | Pts | J | G | N | P | Bp | Bc | Diff |
| ---- | -------------- | --- | - | - | - | - | -- | -- | ---- |
| 1    | Brésil         | 6   | 2 | 2 | 0 | 0 | 8  | 1  | +7   |
| 2    | Chine          | 3   | 2 | 1 | 0 | 1 | 2  | 3  | -1   |
| 3    | Suède          | 3   | 2 | 1 | 0 | 1 | 2  | 5  | -3   |
| 4    | Afrique du Sud | 0   | 2 | 0 | 0 | 2 | 0  | 3  | -3   |

     Équipe qualifiée; Pts = points ; J = joués ; G = gagnés ; N = nuls ; P = perdus;

Bp = buts pour ; Bc = buts contre ; Diff = différence de buts

## Natation
| Athlète               | Épreuve         | Séries        | Séries | Demi-finales | Demi-finales | Finale  | Finale                             |
| Athlète               | Épreuve         | Temps         | Rang   | Temps        | Rang         | Temps   | Rang                               |
| --------------------- | --------------- | ------------- | ------ | ------------ | ------------ | ------- | ---------------------------------- |
| Douglas Erasmus       | 50 m nage libre | 22 s 37       | 29e    | Éliminé      | Éliminé      | Éliminé | Éliminé                            |
| Michael Meyer         | 400 m 4 nages   | 4 min 18 s 13 | 17e    | NC           | NC           | Éliminé | Éliminé                            |
| Sebastien Rousseau    | 400 m 4 nages   | 4 min 18 s 72 | 21e    | NC           | NC           | Éliminé | Éliminé                            |
| Myles Brown           | 400 m libre     | 3 min 45 s 92 | 12e    | NC           | NC           | Éliminé | Éliminé                            |
| Cameron van der Burgh | 100 m brasse    | 59 s 35       | 7e Q   | 59 s 21      | 3e Q         | 58 s 69 | Médaille d'argent, Jeux olympiques |

## Rugby à sept

### Tournoi masculin
L'équipe d'Afrique du Sud de rugby à sept gagne sa place en terminant deuxième des World Rugby Sevens Series 2014-2015.
Effectif
Sélection :
- Kyle Brown
- Tim Agaba
- Philip Snyman
- Werner Kok
- Dylan Sage
- Kwagga Smith
- Rosko Specman
- Cheslin Kolbe
- Cecil Afrika
- Justin Geduld
- Juan de Jongh
- Seabelo Senatla

Entraîneur principal : Neil Powell
Phase de poules
| Rang | Pays           | J | V | N | D | Pm | Pe | Diff | Pts |
| ---- | -------------- | - | - | - | - | -- | -- | ---- | --- |
| 1    | Afrique du Sud | 3 | 2 | 0 | 1 | 55 | 12 | +43  | 7   |
| 2    | France         | 3 | 2 | 0 | 1 | 57 | 45 | +12  | 7   |
| 3    | Australie      | 3 | 2 | 0 | 1 | 52 | 48 | +4   | 7   |
| 4    | Espagne        | 3 | 0 | 0 | 3 | 17 | 76 | -59  | 3   |

|  | Qualifié pour les quarts de finale    |
|  | Qualifié pour le classement de 9 à 12 |

Le détail des rencontres de poule de l'équipe est le suivant :
| 9 août 2016 11 h 30 UTC-3 | Afrique du Sud                                                                               | 24 - 0 (14 - 0) | Espagne | stade de Deodoro, Rio de Janeiro |
| 9 août 2016 11 h 30 UTC-3 | Essai(s) : Afrika (1re, 7e), Senatla (8e), Snyman (12e) Transformation(s) : Afrika (1re, 7e) |                 |         | stade de Deodoro, Rio de Janeiro |
| 9 août 2016 11 h 30 UTC-3 |                                                                                              |                 |         | stade de Deodoro, Rio de Janeiro |

| 9 août 2016 16 h 30 UTC-3 | Afrique du Sud                                                                                        | 26 - 0 (19 - 0) | France | stade de Deodoro, Rio de Janeiro |
| 9 août 2016 16 h 30 UTC-3 | Essai(s) : Geduld (1re), Smith (4e), Brown (6e), Sage (12e) Transformation(s) : Afrika (1re, 4e, 12e) |                 |        | stade de Deodoro, Rio de Janeiro |
| 9 août 2016 16 h 30 UTC-3 | |                 |        | stade de Deodoro, Rio de Janeiro |

| 10 août 2016 11 h 30 UTC-3 | Afrique du Sud | 5 - 12 | Australie | stade de Deodoro, Rio de Janeiro |
| 10 août 2016 11 h 30 UTC-3 |                |        |           | stade de Deodoro, Rio de Janeiro |
| 10 août 2016 11 h 30 UTC-3 |                |        |           | stade de Deodoro, Rio de Janeiro |

Quarts de finale
| 10 août 2016 18 h 30 UTC-3 | Afrique du Sud | 22 - 5 | Australie | stade de Deodoro, Rio de Janeiro |
| 10 août 2016 18 h 30 UTC-3 |                |        |           | stade de Deodoro, Rio de Janeiro |
| 10 août 2016 18 h 30 UTC-3 |                |        |           | stade de Deodoro, Rio de Janeiro |

Demi-finales
| 11 août 2016 15 h UTC-3 | Grande-Bretagne | 7 - 5 | Afrique du Sud | stade de Deodoro, Rio de Janeiro |
| 11 août 2016 15 h UTC-3 |                 |       |                | stade de Deodoro, Rio de Janeiro |
| 11 août 2016 15 h UTC-3 |                 |       |                | stade de Deodoro, Rio de Janeiro |

Match pour la médaille de bronze
| 11 août 2016 18 h 30 UTC-3 | Japon | 14 - 52 | Afrique du Sud | stade de Deodoro, Rio de Janeiro |
| 11 août 2016 18 h 30 UTC-3 |       |         |                | stade de Deodoro, Rio de Janeiro |
| 11 août 2016 18 h 30 UTC-3 |       |         |                | stade de Deodoro, Rio de Janeiro |

### Tournoi féminin
L'équipe d'Afrique du Sud féminine de rugby à sept gagne sa place en tant que championne d'Afrique 2015 mais le Comité national olympique sud-africain décide du retrait de l'équipe en décembre 2015 ; la sélection est remplacée par le Kenya.